# Joy (cântăreață)
Park Soo-young (n. 3 septembrie 1996, insula Jeju, Jeju, Coreea de Sud), cunoscută sub numele de scenă Joy, este o cântăreață și actriță sud-coreeană. Joy este membră a grupului de fete Red Velvet din Coreea de Sud.
A fost aleasă prin Audițiile Globale SM din Seul în 2012. A apărut în We Got Married unde soțul virtual a fost Sungjae (BtoB). Joy și-a făcut debutul în actorie în 2017, jucând în rolul protagonistei Yoo So-rim din drama The Liar and His Lover (Mincinosul și iubita sa)

## Biografie

### Viață timpurie
Park Soo-young s-a nascut pe insula Jeju, din provincia omonimă și a copilărit în districtul Dobong al capitalei Seoul. Soo-yung este cea mai mare din trei surori.
În copilărie, Joy a fost atrasă de muzica tradițională trot în interpretare modernă, fiind influențată de a avea o carieră muzicală după ce a interpretat propria sa variantă muzicală a cântecului „Rața în zbor” a trupei muzicale sud-coreene de rock Cherry Filter (체리필터) la un festival școlar. Viitoarea artistă muzicală Joy a participat la o selecție organizată de compania en  SM Entertainment la SM Global Audition, care a avut loc în Seul, în 2012.